# Ménagerie du Duc Ossolinski
 (juin 2015).
L'ancienne ménagerie du Duc Ossolinski, appelée L'Oasis à partir de 1861, est un pavillon de Lunéville construit pour le duc Ossolinski. 

## Histoire
Construite en 1742 sur ordre de Stanislas Leszczynski par Emmanuel Héré, elle est occupée par le duc Ossolinski et son épouse Catherine Jablonovska jusqu'en 1756.
La ménagerie est rachetée en 1861 par Charles Bour qui en fait son atelier et réalise de nombreux aménagements, notamment la construction de deux avant-corps. À sa mort en 1881, l'Oasis passe à son fils.
En 1981, François Mitterrand visite L'Oasis.
En 2006, L'Oasis est rachetée pour devenir une chambre d'hôte. Les propriétaires réalisent alors d'importants travaux de réhabilitations et réaménagent le bâtiment dans le style XVIIIe siècle.